# James White (scriitor)
James White (n. 7 aprilie 1928, Belfast, Regatul Unit – d. 23 august 1999, Belfast, Regatul Unit) a fost un scriitor nord-irlandez de povestiri, nuvele și romane științifico-fantastice. S-a născut în Belfast și s-a întors acolo după ce a petrecut câțiva ani buni în Canada. După câțiva ani în industria îmbrăcămintei, a lucrat la Short Brothers Ltd., o companie de aeronave cu sediul în Belfast, din 1965 până la pensionarea sa anticipată în 1984, ca urmare a diabetului. White s-a căsătorit cu Margaret Sarah Martin, un alt fan science-fiction, în 1955, iar cuplul a avut trei copii. A murit de un accident vascular cerebral.
A devenit un fan science-fiction în 1941 și a co-scris două reviste ale fanilor, din 1948 până în 1953 și 1952 până în 1965. Încurajat de alți fani, White a început să publice povestiri în 1953, iar primul său roman a fost publicat în 1957. Cele mai bune romane ale sale au fost cele doisprezece din seria Sector General, primul publicat în 1962 și ultimul după moartea sa. White a publicat, de asemenea, alte nouă romane, dintre care două au fost nominalizate la premii majore, dar fără succes.
Violența precum și situațiile medicale și alte situații de urgență au fost surse de tensiune dramatică în poveștile sale. Seria Sector General este privită ca definitorie a genului științifico-fantastic medical precum și pentru introducerea unui prim echipaj memorabil de extratereștri. Cu toate că a pierdut câștigarea celor mai prestigioase premii de patru ori, White a obținut alte premii pentru lucrări specifice și pentru contribuțiile sale la science-fiction. În plus, a fost oaspete de onoare al mai multor convenții.

## Biografie
James White s-a născut într-o familie catolică din Belfast, Irlanda de Nord, la 7 aprilie 1928, și și-a petrecut o parte din viața timpurie în Canada. A fost educat la Belfast la Școala primară St. John (1935-1941) și la Școala Gimnazială Tehnică St. Joseph (1942-1943). În adolescență, el a trăit alături de părinți adoptivi. El a vrut să studieze medicina, dar circumstanțele financiare au împiedicat acest lucru. Între 1943 și 1965 a lucrat pentru mai multe firme de croitorie din Belfast și apoi ca asistent manager al unui magazin de mărfuri. S-a căsătorit cu Margaret („Peggy”) Sarah Martin,  alt fan science-fiction, în 1955, iar cuplul a avut trei copii: fiica Patricia, și fiii Martin și Peter. Ulterior, White a lucrat pentru constructorii de avioane Short Brothers Ltd. ca funcționar tehnic (1965–1966), asistent publicitar (1966–1968) și ofițer de publicitate (1968–1984).
A devenit un fan al science-fiction-ului în 1941, atras în special de lucrările lui E. E. "Doc" Smith, care a descris extratereștri buni dar și  răi, și de lucrările lui Robert A. Heinlein care se referă la oameni obișnuiți. În 1947 a cunoscut un alt fan irlandez, Walter A. ("Walt") Willis, iar cei doi au ajutat la producerea fanzinelor Slant (1948–1953) și Hyphen (1952–1965), care au prezentat povești și articole ale unor autori remarcați, inclusiv John Brunner, A. Bertram Chandler și Bob Shaw. În 2004, White și Willis au fost nominalizați la premiul retrospectiv Hugo pentru cel mai bun scriitor fan din 1953, deși niciunul nu a câștigat.  White a spus că a început să scrie povești, deoarece echipa de la Slant a simțit că Astounding Science Fiction este prea dominată de profețiile de apocalipsă nucleară, iar prietenii lui l-au provocat să scrie genul de povestire care să fie pe placul tuturor. El a spus că publicarea a fost destul de ușoară în anii '50, când restricțiile celui de-al doilea război mondial asupra hârtiei au fost ridicate, iar în Marea Britanie existau cel puțin 12 reviste de știință și aproximativ 40 în Statele Unite. Prima sa povestire publicată, "Assisted Passage" -- „Pasaj asistat”, o parodie a politicilor de emigrare anglo-australiene din anii 1950, a apărut în ediția din ianuarie 1953 a revistei New Worlds. Mai multe povești au apărut în New Worlds în următorii câțiva ani, dar încercarea lui White de a accesa piața americană mai profitabilă prin trimiterea poveștilor către Astounding Science Fiction s-a oprit după publicarea povestirii „The Scavengers”. Ulterior, White a spus că optimismul său în ceea ce privește relațiile dintre specii era nepotrivit pentru editorul xenofob al revistei Astounding, John W. Campbell. Drept urmare, opera lui White a fost puțin cunoscută în afara Regatului Unit până în anii 1960.
În 1957, Ace Books a publicat primul roman al lui White, The Secret Visitors, care a inclus locuri din Irlanda de Nord. Cartea a fost publicată anterior în foileton serializată în New Worlds cu titlul Tourist Planet -- Planeta turistică. Editorul de literatură științifico-fantastică de la Ace Books, Donald A. Wollheim, a considerat că finalul inițial era prea blând și a sugerat ca White să adauge o luptă spațială completă imediat după scena din sala de judecată. În noiembrie același an, New Worlds a publicat nuvela lui White Sector General, iar editorul John ("Ted") Carnell a solicitat mai multe povestiri care să aibă loc în același univers fictiv, punând  astfel bazele seriei pentru care White este cel mai cunoscut. White a realizat  „o continuitate continuă” pentru povestirile sale „corecte din punct de vedere științific”, care au fost exemple de hard science fiction în New Worlds, în ciuda promovării revistei a curentului literar științifico-fantastic "New Wave" -- Noul val în anii 1960.
White și-a păstrat slujba de la Short Brothers și a scris seara, deoarece scrierile sale nu i-au adus suficienți bani pentru ca el să devină un autor full-time. În 1980 a predat un curs de literatură la o filială din Belfast a Asociației Educației Muncitorilor (Workers Educational Association). Când diabetul i-a afectat grav vederea, el a beneficiat de pensie anticipată din 1984 și s-a mutat în orașul Portstewart din nordul ținutului Antrim, unde a continuat să scrie. Timp de mulți ani a fost membru al Consiliului Asociației Britanice de Science Fiction (British Science Fiction Association) și, împreună cu Harry Harrison și Anne McCaffrey, Patron al Asociației Irlandeze de Science Fiction (Irish Science Fiction Association). White  a fost, de asemenea, un puternic pacifist.
El a murit de un accident vascular cerebral la 23 august 1999, în timp ce romanele sale Double Contact și The First Protector erau pregătite pentru publicare. Soția sa Peggy, fiul Martin și fiica Patricia i-au supraviețuit.

## Lucrări publicate

### Sector General
Seria Sector General este formată din 12 cărți publicate între 1962 (Hospital Station) și 1999 (Double Contact). În plus mai multe povestiri din Universul Sector General ('"Countercharm", "Tableau", "Occupation: Warrior", "Custom Fitting") au apărut în diverse colecții scrise de White.
Sectorul General este o stație spațială gigantică folosită ca spital de numeroase specii; stația a fost fondată ca un proiect de menținere a păcii de către doi eroi din părțile opuse ale singurului război interstelar al umanității. Spitalul găzduiește pacienți și personal din zeci de specii, cu diferite cerințe de mediu, comportamente și afecțiuni. Inițial, majoritatea poveștilor se referă la cariera doctorului Conway, care se ridică de la cariera de chirurg junior la diagnostician. În a patra carte, Federația Galactică decide că serviciul de urgență pe care spitalul îl oferă victimelor accidentelor spațiale și catastrofelor planetare este cel mai eficient mijloc de a face contact pașnic cu noi specii din spațiu, lucru care permite seriei să-și extindă gama de comploturi, caractere și setări. A șaptea și ultimele cărți au fiecare un punct de vedere diferit, de obicei extraterestru. În plus, ele extind gama de probleme dincolo de cele pur medicale, iar în opinia lui Mike Resnick tratează aspecte precum vinovăția și iertarea mult mai bine decât majoritatea lucrărilor science fiction.
Seria a definit subgenul poveștilor medicale cu mai multe specii, și a fost "prima  serie space opera pacifistă explicită", când o mare parte din opera spațială contemporană din Statele Unite era în special militară.

### Alte romane
Second Ending (1961), pe care White a descris-o ca fiind „despre ultimul om de pe Pământ”, dar cu „un sfârșit optimist”, a fost pe lista scurtă pentru Premiul Hugo.
The Escape Orbit (1964; denumită Open Prison în Regatul Unit), care a fost pe lista scurtă pentru Premiul Nebula, descrie eforturile prizonierilor umani de război de a supraviețui după ce au fost aruncați pe o planetă ostilă, fără unelte sau arme.
All Judgement Fled (1968), care a câștigat premiul Europa din 1979, a fost descris de Mike Resnick drept favoritul său dintre romanele lui White și drept "Rendezvous with Rama scris bine."
Alte romane care nu sunt parte a seriei Sector General sunt:
- The Secret Visitors (1957)[6]
- The Watch Below (1966)[6]
- Tomorrow is Too Far (1971)[6]
- Dark Inferno (1972) (alt titlu: Lifeboat)[6]
- The Dream Millennium (1974)[6]
- Underkill (1979)[6]
- Federation World (1988)[6]
- The Silent Stars Go By (1991)[6]
- Earth:Final Conflict:First Protector (1999)[6]

### Colecții și povestiri
- Deadly Litter (1964)[30]
- The Aliens Among Us (1969)
- Monsters and Medics (1977;  Ballantine Books; include romanul Second Ending)[31]
- Futures Past (1982) (include povestea Sector General  "Spacebird")

- Povestirea "Custom Fitting" (1976) a fost pe lista scurtă pentru premiul Hugo.[32]
- Povestirea "Sanctuary" (1988) a câștigat Analog Analytical Laboratory Award.[33]
- Povestirea "Un-Birthday Boy" a apărut în revista Analog și a fost pe lista scurtă pentru premiul Hugo.[34]

## Evaluare critică
Paul Kincaid l-a descris pe White ca pe un scriitor de rangul doi care a produs ocazional lucrări de prim rang și a atras un public devotat, dar nu larg. Kincaid a considerat scenariile sale prea formulate, iar scrisul bazat pe un set previzibil de tehnici și manierisme, alături de o „liniște studiată”. Pe de altă parte, John Clute] a scris că „în ilustrarea bunătății poate sta adevăratul geniu al lui James White", Mike Resnick a descris personajele seriei Sector General ca „cel mai memorabil echipaj de extratereștri creat vreodată," iar Graham Andrews a scris că extratereștrii lui White sunt într-adevăr străini, nu doar minți umane cu biologii exotice. Michael Ashley a comentat că scenariul serialului de televiziune Star Trek: Deep Space Nine este o reminiscență a Sectorului General și Mark R. Leeper a remarcat similitudini între setarea Sectorului General și cea a serialului de televiziune Babylon 5. Chris Aylott a considerat construcția și scrisul lui White, inclusiv expunerea ocazională stângace, ca tipice epocii de aur a  științifico-fanaticului din anii 1930 - anii 1950.
Algis Budrys a încheiat recenzia sa asupra romanului The Watch Below astfel: aceasta este o scriere foarte frumoasă atunci când este considerată pur și simplu drept proză și ca o încercare de a implica emoțiile cititorului. Cu toate acestea, când comentează All Judgment Fled, el a scris: eu bănuiesc că generează atât de multă tensiune în sine în timp ce scrie o carte pe care, literalmente, nu o poate duce pentru a ajunge la scenele cruciale.
Niciuna dintre lucrările lui White nu a câștigat premiile Hugo sau Nebula, deși patru dintre ele au fost pe lista scurtă. Cu toate acestea, el a câștigat un premiu Europa în 1979, un Premiu Analog Analytical Laboratory în 1988 și un premiu Science Fiction Chronicle Reader în 1996. În 1998, White a primit din partea NESFA (New England Science Fiction Association) premiul memorial Edward E. Smith (Skylark Award) pentru contribuția sa la science fiction, premiu numit după unul dintre scriitorii care l-au inspirat, E. E. "Doc" Smith, și a apreciat acest lucru atât de mult încât a donat toată colecția sa de fanzine Slant asociației NESFA. Anul următor a fost inclus în Sala Onoarei (Hall of Fame)  de către European Science Fiction Society. White a fost invitat de onoare la multe convenții inclusiv: edițiile din  1971 și 1985 ale Novacon din Regatul Unit; la trei ediții Beneluxcon (Belgia, Țările de Jos și Luxembourg); la ediția din 1998 a Octocon (din Irlanda); la Nicon (Irlanda de Nord) și în 1996 la Worldcon.
Din 2000, s-a acordat premiul James White pentru cea mai bună povestire a unui scriitor non-profesionist. Cei care judecă și acordă premiul sunt autori și editori profesioniști, printre care se numără Mike Resnick, Orson Scott Card, Lois McMaster Bujold, Peter F. Hamilton, Christopher Priest și  Robert Sheckley.

## Legături externe
- Site-ul oficial
- James White la Internet Speculative Fiction Database
- Bibliografie Arhivat în 16 iulie 2012, la Wayback Machine. la SciFan

## Vezi și
- Listă de scriitori de literatură științifico-fantastică

| Predecesor: Rafal A. Ziemkiewicz | Premiul ESFS pentru cel mai bun autor 1999 | Succesor: Ken MacLeod |